# تسوتيلي
تسوتيليون (Τσοτίλιον) هي مدينة في كوزاني في مقاطعة فوريا إلادا في اليونان.